# It’s Hard to Be a Diamond in a Rhinestone World
It’s Hard to Be a Diamond in a Rhinestone World ist das zweite Studioalbum der US-amerikanischen Band Blood on the Dance Floor. Es erschien am 12. September 2008.

## Hintergründe
It’s Hard to Be a Diamond in a Rhinestone World erschien fünf Monate nach Let’s Start a Riot!, dem Debütalbum von Blood on the Dance Floor. Nach Rebecca Fugates Tod bestand die Besetzung der Band zunächst noch aus Dahvie Vanity, der als Leadsänger auftrat, und Christopher Mongillo, der als Produzent der Gruppe tätig war. Letzterer verließ das Musikprojekt noch vor Vollendung des Albums, woraufhin Vanity zwischenzeitlich dessen einziges offizielles Mitglied wurde. Dieser verpflichtete allerdings Garrett Ecstasy als Begleitsänger und Screamer, um ihn bei den Aufnahmen des Werkes zu unterstützen. Erst nach der Veröffentlichung der Standard Edition wurde er als vollwertiger Teil von Blood on the Dance Floor eingestellt; auf der 2009 erschienenen, ersten Deluxe Edition ziert er neben Dahvie Vanity auch das Albumcover und wird als gleichwertiges Mitglied anerkannt.
Christopher Mongillo und Rusty Wilmot produzierten sämtliche Titel der Standard Edition des Albums, welche von Dahvie Vanity im Alleingang geschrieben wurden. Die einzige Ausnahme in beiden Fällen stellt der Song Blood on the Dance Floor (DJ Pickee Remix) dar. Bei diesem agierten Mongillo und Vanity gemeinsam als Songwriter, während DJ Pickee als einziger Produzent tätig war. Es handelt sich dabei um eine Remixversion des gleichnamigen Tracks des Vorgängeralbums.
It’s Hard to Be a Diamond in a Rhinestone World erschien in insgesamt vier verschiedenen Versionen. Die digital erschienene Standard Edition beinhaltet insgesamt elf Titel. Daneben existiert eine eineinhalb Monate später veröffentlichte, von Vanity handsignierte, auf 300 Stück limitierte CD-Edition. Die auf dem Cover angegebene Tracklist ist zwar mit jener der digitalen Edition ident, allerdings befinden sich auf ihr zwei ungelistete, zusätzliche Lieder sowie zwei instrumentale, jeweils unter einer halben Minute lange Interludes. 2009 war auf einer Tournee der Band eine weitere physische Version zu erwerben, welche als Deluxe Edition betitelt wurde. Diese beinhaltet zusätzlich zum Inhalt der Standard Edition vier Lieder der I Scream I Scream-EP, sowie dieselben zwei Hidden Tracks der ersten CD-Version, allerdings keine Interludes. Die vorerst letzte Ausgabe des Albums wurde 2013 herausgegeben und trägt die Bezeichnung Platinum Edition (obwohl das Album weltweit weder eine Platin- noch eine Goldauszeichnung erhielt). Diese enthält die komplette Standard Edition, zwei Instrumentalversionen, sowie mehrere Titel, die auf diversen EPs und Deluxe-Editionen anderer Alben zu finden waren. Diese Version erschien in Form einer auf 1000 Stück limitierten CD.
Von der Standardversion des Albums wurden zwei Singles ausgekoppelt: Save the Rave (welches auf der Single noch den Titel Superstar trug) und Blood on the Dance Floor (DJ Pickee Remix). Sämtliche Singles zu Bonustiteln der unterschiedlichen limitierten Editionen des Albums erschienen zuvor auf anderen Werken der Band und sind deren Promophasen zuzurechnen.

## Musik und Texte
Die Musik von It’s Hard to Be a Diamond in a Rhinestone World kann im Allgemeinen dem übergeordneten Genre der elektronischen Popmusik zugeordnet werden. Die erste Hälfte des Werkes entspricht dabei durch seine deutlichen Techno-Einflüsse (vor allem die statischen, stampfende Kick Drums) dem Eurodance-Stil, welchen die Gruppe auch auf den Nachfolgealben Epic und All the Rage!! weitgehend beibehielt. Gegen Ende der Standard Edition hingegen verändert sich die Ausrichtung der Musik jedoch, und der bereits auf Let’s Start a Riot! großflächig eingesetzte Synthiepop kommt auf den letzten vier Songs vermehrt zum Einsatz. In diesen stellen nicht mehr die Drums, sondern ein dominanter Synthesizer das Leitinstrument dar. Auf dem Album ist Dahvie Vanity hauptsächlich rappend, bzw. rhythmisch sprechend zu hören. Auch der Anteil von Screamo fällt größer aus als auf dem Vorgänger. Die Texte des Werkes sind überwiegend sexueller Natur oder handeln von ausgelassener Partystimmung, häufig in Verbindung mit Drogenkonsum, wobei es mitunter auch zu einer aus dem Hip-Hop-Genre entlehnten Selbstdarstellung kommt.

## Covergestaltung
Das Cover von It’s Hard to Be a Diamond in a Rhinestone World ist – vor allem im Vergleich zu sämtlichen anderen Alben der Band, deren Motive zumeist eine Vielzahl an Details beinhalten – minimalistisch gehalten. Dahvie Vanity steht darauf vor einem einheitlich weißen Hintergrund und trägt Kleidung, welche der Raverszene entspricht. Rechts von ihm in der oberen Hälfte des Bildes stehen in Nietenoptik die Initialen der Band sowie darunter in schwarzer Schreibschrift der Albumtitel. Dieses Motiv wurde für die digitale Standard Edition und die erste CD-Auflage verwendet.
Für die Deluxe Edition wurde das Cover modifiziert. So steht rechts neben Vanity nun Garrett Ecstasy, der ein blaugrünes T-Shirt und eine Jeanshose trägt. Der Albumtitel befindet sich nun über den Köpfen der Musiker, mit dem Zusatz „Deluxe Edition“. Unter diesem Schriftzug werden in kleinen, roten Lettern drei Lieder des Albums angepriesen, dafür fehlen die Initialen der Band auf dieser Variante.
Die Platinum Edition weist ein gänzlich anderes Motiv auf. Auf diesem ist Dahvie Vanity zu sehen, dessen Haare, Kleidung und Makeup allesamt in Lilatönen gehalten sind. Lediglich seine Kontaktlinsen stechen leuchtend rot hervor. Er ist in einem blauen Diamanten eingeschlossen, welcher an den Stellen, an denen sich seine Hände befinden, zu zerbrechen beginnt. Auch der Hintergrund weist eine Kristallstruktur auf und ist bläulich gehalten. Oben links am Cover befindet sich der Bandname in Nietenoptik, im Gegensatz zur Standard Edition jedoch ausgeschrieben. Unten in der Mitte steht in weißer, blau umrandeter Schreibschrift der Albumtitel.

## Titelliste
| Nr. | Titel                                           | Länge |
| --- | ----------------------------------------------- | ----- |
| 1.  | Slash Gash Terror Crew Anthem!                  | 1:28  |
| 2.  | Save the Rave                                   | 3:08  |
| 3.  | S My D                                          | 2:52  |
| 4.  | Ima Monster                                     | 3:20  |
| 5.  | It’s Hard to Be a Diamond in a Rhinestone World | 3:05  |
| 6.  | Keys to the Bakery                              | 3:42  |
| 7.  | Blood on the Dance Floor (DJ Pickee Remix)      | 3:29  |
| 8.  | Mosh & Roll!                                    | 4:17  |
| 9.  | Do You Want to Be a Superstar?                  | 3:39  |
| 10. | Wet Dream War Machine                           | 2:32  |
| 11. | Mad Rad Hair                                    | 3:44  |

| Nr. | Titel                                           | Länge |
| --- | ----------------------------------------------- | ----- |
| 1.  | Slash Gash Terror Crew Anthem!                  | 1:28  |
| 2.  | Save the Rave                                   | 3:08  |
| 3.  | S My D                                          | 2:52  |
| 4.  | [untitled] (Hidden Track)                       | 0:13  |
| 5.  | [untitled] (Hidden Track)                       | 0:27  |
| 6.  | Ima Monster                                     | 3:20  |
| 7.  | It’s Hard to Be a Diamond in a Rhinestone World | 3:05  |
| 8.  | Keys to the Bakery                              | 3:42  |
| 9.  | Blood on the Dance Floor (DJ Pickee Remix)      | 3:29  |
| 10. | Mosh & Roll!                                    | 4:17  |
| 11. | Do You Want to Be a Superstar?                  | 3:39  |
| 12. | Wet Dream War Machine                           | 2:32  |
| 13. | Mad Rad Hair                                    | 3:44  |
| 14. | Lawlz (Hidden Track)                            | 3:46  |
| 15. | Epic (Hidden Track)                             | 3:11  |

| Nr. | Titel                                           | Länge |
| --- | ----------------------------------------------- | ----- |
| 1.  | Slash Gash Terror Crew Anthem!                  | 1:28  |
| 2.  | Save the Rave                                   | 3:08  |
| 3.  | S My D                                          | 2:52  |
| 4.  | Ima Monster                                     | 3:20  |
| 5.  | It’s Hard to Be a Diamond in a Rhinestone World | 3:05  |
| 6.  | Keys to the Bakery                              | 3:42  |
| 7.  | Suicide Club                                    | 3:45  |
| 8.  | Miss Bipolar (feat. Lolli Dolli)                | 3:05  |
| 9.  | Siq With a Q                                    | 3:25  |
| 10. | Up All Night                                    | 4:01  |
| 11. | Mosh & Roll                                     | 4:18  |
| 12. | Blood on the Dance Floor (DJ Pickee Remix)      | 3:31  |
| 13. | Do You Want to Be a Superstar?                  | 3:39  |
| 14. | Wet Dream War Machine                           | 2:32  |
| 15. | Mad Rad Hair                                    | 3:44  |
| 16. | Epic (Hidden Track)                             | 3:12  |
| 17. | Lawlz (Hidden Track)                            | 3:46  |

| Nr. | Titel                                           | Länge |
| --- | ----------------------------------------------- | ----- |
| 1.  | Slash Gash Terror Crew Anthem!                  | 1:28  |
| 2.  | Save the Rave                                   | 3:08  |
| 3.  | S My D                                          | 2:52  |
| 4.  | Ima Monster                                     | 3:20  |
| 5.  | It’s Hard to Be a Diamond in a Rhinestone World | 3:05  |
| 6.  | Keys to the Bakery                              | 3:42  |
| 7.  | Blood on the Dance Floor (DJ Pickee Remix)      | 3:29  |
| 8.  | Mosh & Roll!                                    | 4:17  |
| 9.  | Do You Want to Be a Superstar?                  | 3:39  |
| 10. | Wet Dream War Machine                           | 2:32  |
| 11. | Mad Rad Hair                                    | 3:44  |
| 12. | S My D (Instrumental)                           | 2:56  |
| 13. | Ima Monster (Instrumental)                      | 3:21  |
| 14. | Sexting (feat. Jeffree Star)                    | 3:44  |
| 15. | Designed to Kill (Original Mix)                 | 3:49  |
| 16. | Crunk Man (Original Mix)                        | 3:20  |
| 17. | It’s Happening!                                 | 3:18  |
| 18. | Siq With a Q                                    | 3:25  |
| 19. | Looking Hot, Dangerous! (Original Mix)          | 2:35  |
| 20. | Miss Bipolar (feat. Lolli Dolli)                | 3:05  |
| 21. | DUI (feat. Jeffree Star)                        | 3:15  |
| 22. | Suicide Club                                    | 3:45  |
| 23. | Horrifically Delicious (Original Mix)           | 3:41  |

## Erfolg
Das Album konnte wie sein Vorgänger weltweit keine Charterfolge verzeichnen.